# Tessa Solomon
Tessa Solomon (sinh ngày 12 tháng 1 năm 1979 tại Willemstad, Curaçao) là một vận động viên bơi lội Curaçao đã nghỉ hưu, chuyên về các sự kiện ngửa. Cô là thành viên của đội bơi và lặn Florida Atlantic Owls dưới quyền huấn luyện viên trưởng Steve Eckelkamp, đồng thời, tốt nghiệp kinh doanh tại Đại học Florida Atlantic ở Boca Raton, Florida.
Solomon đã thi đấu cho Antilles của Hà Lan trong 100 m bơi ngửa tại Thế vận hội Mùa hè 2000 ở Sydney. Cô đã đạt được điểm cắt FINA B: 1: 04.94 từ Đại hội Thể thao Pan American ở Winnipeg, Manitoba, Canada. Bơi trong cơn nóng hai, Solomon quyết định thoát khỏi cuộc đua, và sau đó rút khỏi Thế vận hội vì lý do cá nhân và sức khỏe.